# Ferenc Münnich
Ferenc Münnich (16. listopadu 1886 – 29. listopadu 1967) byl maďarský komunistický politik, jeden z klíčových představitelů socialistického režimu v Maďarsku po druhé světové válce. V letech 1958-1961 byl premiérem Maďarska. V letech 1956-1958 byl ministrem vnitra.

## Život
Roku 1918 patřil k zakladatelů Komunistické strany Maďarska (od 1948 po sloučení se sociální demokracií přejmenovaná na Maďarskou stranu pracujících, od 1956 na Maďarskou socialistickou dělnickou stranu). Roku 1919 se podílel na komunistickém povstání a patřil k hlavním představitelům Maďarské republiky rad. Po její porážce byl v emigraci v Německu a v Sovětském svazu. V letech 1936-1939 bojoval ve španělské občanské válce, byl jedním z velitelů republikánských interbrigád. Za druhé světové války působil v Rudé armádě. V letech 1950-1956 byl diplomatem. Po potlačení maďarské revoluce roku 1956 byl povolán z diplomatických služeb jako spolehlivý kádr a zastával v letech 1956-1958 klíčovou funkci ministra vnitra a poté i nejvyšší exekutivní funkci (nejvyšší funkcí ve státě byl však de facto post předsedy ÚV MSDS, jímž byl v té době János Kádár).